# Saint-Alexandre-de-Kamouraska
Saint-Alexandre-de-Kamouraska es un municipio canadiense situado en la provincia de Quebec.

## Superficie
Saint-Alexandre-de-Kamouraska tiene una superficie de 111,4 km².

## Demografía
En 2021, tenía 2255 habitantes, una densidad poblacional de 20,2 hab./km², y 927 viviendas.